# أليس والتون
أليس والتون (بالإنجليزية: Alice Walton) مواليد 7 أكتوبر 1949 في أركنساس، الولايات المتحدة، سيدة أعمال أمريكية ومليارديرة. إدارية في مخازن وول مارت. وابنة مؤسس شركة وول مارت سام والتون.